# Гейнбридж-филдхаус
Гейнбридж-филдхаус (англ. Gainbridge Fieldhouse) — спортивная арена в Индианаполисе, Индиана. Открытая как «Консеко-филдхаус» (англ. Conseco Fieldhouse) в 1999 году, является домашней ареной для команд «Индиана Пэйсерс» из НБА и «Indiana Fever» (WNBA). Арена также используется для нескольких игр в году Хоккейной лигой Соединенных Штатов (United States Hockey League). Права на название арены были куплены компанией Conseco, расположенной рядом с городком Кармел, Индиана. Conseco Fieldhouse заменил устаревшую арену Market Square Arena, которая была домашней ареной для Пейсерз до 6 ноября 1999 года.
В 2002 году «Консеко-филдхаус» вместе с «RCA Dome» принимали Чемпионат мира по баскетболу 2002 года.
В январе 2001 года арена принимала ppv шоу WCW Sin World Championship Wrestling, 23 июля 2006 года ppv WWE The Great American Bash, а 17 августа 2008 года двадцать первое шоу SummerSlam.
31 августа 2003 года, в рамках совместного концертного тура Justified/Stripped Tour, на арене выступали Кристина Агилера и Джастин Тимберлейк.
4 августа 2004 года на арене выступала Хилари Дафф в рамках концертного тура Most Wanted Tour.
В списке звезд, выступавших на Conseco Fielhouse: Bruce Springsteen & The E Street Band, Aerosmith, Fuel, Paul McCartney, Cher, Kelly Clarkson, Reba McEntire, Metallica, AC/DC, 'N Sync, U2, Metro Station, Taylor Swift, Carrie Underwood, Sons of Sylvia, Craig Morgan, Jordan Pruitt, High School Musical, Lady Gaga & American Idol Live!, и другие.
В мае 2010 года компания, владеющая правами на название, сменила имя на CNO Financial Group. В декабре 2011 года было также изменено название арены на «Бэнкерс Лайф-филдхаус», которое основано на названии подразделения Bankers Life and Casualty.

## Премии
В 2005, 2006 и 2007 годах арена занимала первое место среди спортивных сооружений НБА по мнению Sports Business Journal/Sports Business Daily Reader Survey. В 2006 году The Ultimate Sports Road Trip признало Conseco Fieldhouse лучшей спортивной ареной среди 122 арен четырёх главных спортивных лиг США.